# Lingua lozi
La lingua lozi  (nome nativo siLozi), anche conosciuta come rotse, è una lingua sotho-tswana parlata in Botswana, Namibia, Zambia e Zimbabwe.

## Distribuzione geografica
Viene parlata principalmente nello Zambia occidentale (circa 610.000 parlanti nel 2006, appartenenti all'omonimo gruppo etnico); piccoli gruppi di parlanti si trovano anche in alcuni Paesi confinanti (Zimbabwe, Namibia, Botswana). La regione dello Zambia dove abitano i lozi viene detta Barotseland, nome derivante dall'altro etnonimo rotse.
Secondo le stime di Ethnologue, i locutori di lozi sono complessivamente 722.600; oltre allo Zambia, sono presenti in Zimbabwe (70.000 nel 1982), Namibia (28.600 nel 2006) e Botswana (14.000 nel 2006).
Il lozi viene usata in Zambia per pubblicazioni e trasmissioni radiofoniche; viene inoltre usata in Namibia come lingua franca nella zona del dito di Caprivi, abitato da popolazioni sia bantu che khoisan.

## Classificazione
La lingua appartiene al sottogruppo delle lingue sotho-tswana, a loro volta comprese nel gruppo S nella classificazione di Guthrie delle lingue bantu; è maggiormente affine a lingue come il tswana, il sotho del nord, il sotho del sud e il kgalagadi. 
Secondo Ethnologue, la classificazione della lingua lozi è la seguente:
- Lingue niger-kordofaniane
  - Lingue congo-atlantiche
    - Lingue volta-congo
      - Lingue benue-congo
        - Lingue bantoidi
          - Lingue bantoidi meridionali
            - Lingue bantu
              - Lingue bantu centrali
                - Lingue bantu S
                  - Lingue sotho-tswana
                    - Lingua lozi

## Sistema di scrittura
Il lozi viene scritto con un alfabeto latino, ufficializzato dallo Zambia nel 1977.